# Aeroportul Tan Tan
Aeroportul Tan Tan (IATA: TTA, ICAO: GMAT) este un aeroport din Maroc ce deservește zona Tan-Tan. Aeroportul a fost tranzitat în 2022 de 5.779 de pasageri.
Situat la o altitudine de 199 m, aeroportul dispune de o singură pistă.